# Festival international du film de tourisme de Bakou
Le Festival international du film de tourisme de Bakou (azerbaïdjanais: Bakı Beynəlxalq Turizm Filmləri Festivalı), est un festival international du film en Azerbaïdjan. C'est un événement culturel à but non lucratif qui a lieu chaque année. La première édition du Festival s'est tenue du 20 au 24 novembre 2013, au Centre de cinéma Nizami de Bakou. Les langues officielles du festival sont l'azerbaïdjanais et l'anglais.